# Paradise Is Burning

Paradise Is Burning (Paradiset brinner) est un film italo-suédois-danois-finlandais réalisé par Mika Gustafson sorti en 2023.

## Fiche technique
- Titre original : Paradiset brinner
- Titre : Paradise Is Burning
- Réalisation : Mika Gustafson
- Scénario : Mika Gustafson, Alexander Öhrstrand
- Musique : Giorgio Giampà
- Genre : Drame
- Durée : 108 minutes
- Langue : suédois
- Dates de sortie :
  - Italie : Mostra de Venise 7 septembre 2023, en salles 29 août 2024
  - Suède : 27 octobre 2023
  - France : Écrans mixtes 7 mars 2024, en salles 28 août 2024
  - Finlande : 19 avril 2024
  - Danemark : 13 juin 2024

## Distribution
- Bianca Delbravo : Laura
- Dilvin Asaad : Mira
- Safira Mossberg : Steffi
- Ida Engvoll : Hanna
- Mitja Siren : Sasha
- Marta Oldenburg : Zara
- Alexander Öhrstrand : mari d'Hanna

## Prix et récompenses
- Premio Orizzonti prix de la meilleure réalisation à la Mostra de Venise 2023[1]

## Accueil
Pour Télérama, « Mika Gustafson parvient à trouver sa voie grâce à la maîtrise de son scénario (des cérémonies de passage à l’adolescence ou à l’âge adulte scandent habilement le récit), à l’énergie survoltée de sa mise en scène et au naturel de ses formidables jeunes interprètes. ».
Paradise is Burning reçoit un accueil plutôt positif, le site Allociné lui donne une moyenne de 3,2/5 pour 9 titres de presse.